# Engblomme (art)
Engblomme (Trollius europaeus) er en 20-70 cm høj urt, der i Danmark vokser på næringsrige enge, men er aftagende i hyppighed. Planten er giftig og ædes ikke af kreaturer.
Bestøvningen af blomsterne kan kun foregå, når fluer af slægten Chiastocheta er til stede

## Beskrivelse
Engblomme er en flerårig urt med en opstigende-opret vækstform. Planten danner først en bladroset af bredt ægformede, håndnervede og dybt snitdelte blade. Senere skyder de blomsterbærende stængler frem med spredtstillede blade af samme form, men med aftagende længde på stilken, jo højere bladet sidder på stænglen. Bladranden er hel, og oversiden er græsgrøn, mens undersiden er en smule lysere.
Blomstringen sker i maj-juli, hvor man ser de store gule, næsten kuglerunde blomster siddeendestillet på lange stilke. Frugterne er bælgkapsler.
Rodnettet består af krybende jordstængler og trævlerødder.
Højde x bredde og årlig tilvækst: 0,50 x 0,30 m (50 x 30 cm/år).

## Voksested
Arten tilhører plantesamfundet Polygono bistortae-Trollietum og er udbredt i alle egne af det tempererede Europa, hvor den findes på lysåbne, afgræssede enge, sætere og overdrev med fugtig bund.
I Danmark findes den på næringsrige enge over det meste af landet, undtagen de sydlige øer og Bornholm. Den er aftagende i hyppighed.
I enge på kalkbund i Buila-Vanturarita massivet (de sydlige Karpater) findes den sammen med bl.a. taks, balkandafne, Dianthus spiculifolius, gul ensian, sevenbom og skovfyr.

| Portal | Portal:Botanik |

## Note
1. ↑  Der er dog snarest tale om, at fluen parasiterer planten, for æg lagt i blomsten bliver til larver, som æder frøene. Kun fluehanner og golde hunner har en postiv effekt på bestøvning/frøsætning. Jf. Nicolas Jaeger, Irène Till-Bottraud og Laurence Després: Evolutionary conflict between Trollius europaeus and its seed-parasite pollinators Chiastocheta flies Arkiveret 26. november 2006 hos  Wayback Machine
2. ↑  pnbv.contentlogic.ro: Buila-Vanturarita nationalparken